# Branica-Kolonia (powiat radzyński)
Branica-Kolonia – wieś w Polsce położona w województwie lubelskim, w powiecie radzyńskim, w gminie Wohyń.
Wieś jest sołectwem w gminie Wohyń.
Wierni Kościoła rzymskokatolickiego należą do parafii Najświętszego Serca Jezusowego w Suchowoli.